# 직산 조씨
직산 조씨(稷山趙氏)는 충청남도 천안시 직산읍을 본관으로 하는 한국의 성씨이다. 시조는 백제의 개국공신이라 전하는 조성(趙成)이다.

## 역사
직산조씨(稷山趙氏)의 시조 조성(趙成)은 백제의 개국공신이다. 《직산조씨갑자대동보(稷山趙氏甲子大同譜)》에 의하면 조성은 BC 18년 고구려 동명왕의 셋째 아들인 온조(溫祚)를 도와 남하하여 위례성(慰禮城)에서 백제를 건국하고, 한산(漢山)으로 천도하여 마한(馬韓)을 멸망시킨 후 백제 창업의 기초를 확립하는데 공을 세워 경양군(慶陽君)에 봉해졌다가 다시 예성부원군(醴城府院君)으로 개봉되었다가 하남백(河南伯)으로 봉해졌다고 한다. 후손들이 봉작지인 직산을 본관으로 삼아 세계를 이어오고 있다고 한다.
조성의 아들 조준연(趙俊連)과 손자 조입충(趙立沖)이 백제에서 금오대장군(金吾大將軍)을 역임한 것으로 전한다.

## 분파
시조의 손자 조입충(趙立沖)까지 기록이 있으나 그 후 고려 말기에 이르기까지의 계보가 전해지지 않아 후손들은 고려 말에 중정대부(中正大夫)로 합문지후사(閤門祗侯使)에 올랐던 조원우(趙元祐)와 병부 낭중(兵部郞中) 조원경(趙元慶), 문하시랑평장사(門下侍郞平章事)를 지낸 조복원(趙復元), 태자 첨사(太子詹事) 조영원(趙永元), 조선 때 군자감정(軍資監正)을 역임한 조응원(趙應元)의 다섯 계통으로 중시조로 받들고 있다. 이는 원(元)자 돌림을 일세(一世)로 하여 대를 이었음을 알 수 있다.
- 원우공파(元祐公派) - 조원우(趙元祐)
  - 해주파(海州派)
  - 광주파(廣州派)
  - 청주파(淸州派)
- 원경공파(元慶公派) - 조원경(趙元慶)
  - 개성파(開城派)
- 복원공파(復元公派) - 조복원(趙復元)
  - 목천파(木川派)
- 영원공파(永元公派) - 조영원(趙永元)[2]
  - 장성파(長城派)
- 응원공파(應元公派) - 조응원(趙應元)
  - 통진파(通津派)
  - 직산파(稷山派)

## 인물
합문지후사 조원우(趙元佑)의 손자 조방림(趙邦霖)이 조선 세조가 등하는데 공을 세워 좌익공신(左翼功臣)에 책록되었고 이어 자헌대부(資憲大夫)로 호조 판서(戶曹判書)를 지냈으며, 그의 아들 조광보(趙光甫)는 병조 참판(兵曹參判)을 역임하여 부자가 함께 가문을 중흥시켰다. 참판 조광보의 현손 조경(趙瓊)은 통정대부(通政大夫)로 승정원 좌승지(承政院左承地)에 추증되었고, 그의 맏아들 조응형(趙應亨)은 명종 때 문과에 급제하여 철원 부사(鐵原府使)를 역임했다. 사정 조광원의 현손 조탁(趙擢)은 전의 현감(全義縣監)을 지내고, 그의 아들 조서동(趙瑞東)은 보리공신(輔理功臣)으로 한성부원군(漢城府院君)에 봉해졌다.
- 조영규(趙英圭) : 임진왜란 때 양산 군수(梁山郡守)로 양산성(梁山城) 수비에 참전했다가 장렬하게 순절하여 호조참판(戶曹參判)에 추증되고 장성의 모암서원(慕庵書院)과 양산의 충렬사(忠烈祠)에 제향되었다.
- 조영(趙英) : 광해군 때 무과에 급제하여 훈련원 첨정(訓練院僉正)을 지냈다.
- 조수(趙洙) : 숙종 때 선전관(宣傳官)을 역임했다.
- 조유선(趙有善) : 인조 때의 명신 김원행(金元行)의 문인(門人)으로 학행(學行)이 뛰어났다. 유학(儒學)에 정통하여 「고정유사(考亭遺事)」와 「사우연원(師友淵源)」을 편찬했으며, 벼슬에 뜻을 두지 않아 진산 군수(珍山郡守)에 임명되었으나 사임하고 학문연구와 후진양성에 전념했다. 시호(諡號)는 문간(文簡), 좌승지, 이조판서에 추증되었다.
- 조유헌(趙有憲) : 형 조유선(趙有善)과 함께 김원행(金元行)으로부터 사사, 교육의 공을 인정받았으며, 현릉참봉(顯陵參奉)에 제수되었으나 취임하지 않았다. 호조참의에 추증되었다.
- 조태상(趙台相) : 숙종 때 무과에 급제하여 사복장(司僕將)을 지내고 영조 때 이인좌(李麟佐)의 난을 토평하는데 공을 세워 분무공신(奮武功臣)에 올랐다.
- 조정휴(趙鼎休) : 군수를 역임하였다.
- 조영석(趙永錫) : 용양위호군(龍驤衛護軍), 가선대부(嘉善大夫) 동지중추부사(同知中樞府事) 겸 오위장(五衛將)을 역임하였다.
- 조재준(趙在俊) : 육군사관학교 7기 임관, 육사 생도대장, 안보회의 특별보좌관, 제31사단장, 합참 작전국장, 국방부 기획국장, 육군 교육사령관 대리 역임. 육군소장(少將) 예편 후 호남전기 사장 역임.
- 조장성(趙長成) : 공군사관학교 1기 임관, 공군정보통신학교장, 공군본부 통신감실 차장, 공군대학 부총장 등 역임. 前 직산조씨 대종친회장.
- 조동환(趙東煥) : 군수, 시장을 지냈다.
- 조전혁 : 제18대 국회의원

## 과거 급제자
직산 조씨는 조선시대 문과 급제자 5명, 무과 급제자 21명, 사마시 15명을 배출하였다.
문과
조색(趙穡) 조성달(趙聖達) 조욱(趙稶) 조유신(趙有臣) 조응형(趙應亨)
무과
조기(趙琦) 조기(趙琦) 조기남(趙己男) 조민(趙民) 조상렴(趙相廉)
조상룡(趙尙龍) 조석형(趙碩亨) 조선(趙先) 조성원(趙成元) 조성진(趙成進)
조영립(趙頴立) 조예남(趙禮男) 조응도(趙應道) 조응립(趙應立) 조정채(趙廷采)
조중벽(趙重璧) 조창흥(趙昌興) 조태상(趙台相) 조태헌(趙泰憲) 조현채(趙賢采)
조호징(趙好澄)
생원시
조경온(趙絅溫) 조광표(趙光表) 조상온(趙尙溫) 조색(趙穡) 조성달(趙聖達)
조세림(趙世琳) 조유선(趙有善) 조응형(趙應亨) 조필형(趙必亨) 조환(趙寏)
진사시
조색(趙穡) 조석연(趙錫演) 조언우(趙彦瑀) 조욱(趙稶) 조진(趙進)

## 집성촌
- 경기도 평택시
- 충청북도 청주시
- 황해도 해주시

## 인구
- 1985년 861가구 3,498명
- 2000년 1,072가구 3,387명
- 2015년 4,360명

## 같이 보기
백제 십제공신(十濟功臣) 마려(馬黎), 오간(烏干), 전섭(全聶), 조성(趙成), 을음(乙音), 해루(解婁), 흘우(屹于), 곽충(郭忠), 한세기(漢世奇) 중 마려(馬黎)는 마(馬)씨의 시조, 전섭은 전(全)씨의 시조이다.